# Tan Gong
Tan Gong is een taoïstische god van de zee. Hij is de vergoddelijking van Tan Qiao/谭峭. Hij leefde in de Yuan-dynastie en zijn jiaxiang was Guangdong, Guishan/归善. Guishan heet tegenwoordig Huidong. Op zijn twaalfde kreeg hij grote kennis en werd "god van de zee".
Huidong ligt aan zee. Op zijn twaalfde kreeg hij bijzondere krachten waardoor hij stormen kon stoppen en zieken kon genezen. Na zijn dood vereerden de dorpelingen hem als god. Tan Gong is een van de vele zeegoden in de Chinese provincie Guangdong.
Volgens legende beoefden Tan Gong een techniek om eeuwige jeugd te krijgen. Hij stierf rond 75-jarige leeftijd. Zijn uiterlijk leek toen nog steeds op dat van een kind. Het godenbeeld is daarom ook kinderlijk.
In Hongkong komen veel vissers oorspronkelijk uit Huizhou. Hierdoor is de verering van Tan Gong meegenomen naar dit eiland. Behalve in Hongkong en Huizhou, staan er ook Tan Gongtempels in Macau.